# ザグレブ・フィルハーモニー管弦楽団
ザグレブ・フィルハーモニー管弦楽団（クロアチア語: Zagrebačka filharmonija、英語: Zagreb Philharmonic Orchestra）は、ザグレブに本拠地があるオーケストラ。

## 沿革・概要
1871年にザグレブで結成されたオーケストラを基礎とし、1920年に創設された。

## 歴代首席指揮者
- フリッツ・ツァウン
- ロヴロ・フォン・マタチッチ（1970～1982年）
- ムラデン・バシチ（1970～1978年）
- パヴレ・デシュパリ（1980～1985年）
- パヴェル・コーガン（1988～1990年）
- 大野和士（1988～1996年）
- アリ・ラハバリ（1996～ 1999年）
- ヴィエコスラフ・シュティ（2003 ～ 2009年）
- ディヴィッド・ダンツマイヤー（2016 ～ 2019年）
- ダヴィッド・ランツ（2021 ～ ）